# Pórtico de la Majestad
El Pórtico de la Majestad es un pórtico gótico que constituye la antigua puerta principal de la colegiata de Santa María la Mayor, en la ciudad de Toro (Zamora, España). Es la puerta del mediodía del edificio, siendo uno de los testimonios decorativos más importantes de la zona. 

## Descripción
En el pórtico se representan dos temas habituales en la iconografía gótica: la exaltación de la Virgen (en el parteluz, dintel y tímpano) y el Juicio Final (en la arquivolta exterior). En la sexta arquivolta aparecen dieciocho músicos colocados en la línea imaginaria que separa el espacio entre la representación de la vida de la Virgen y la del Juicio Final, por lo que podría asociarse a uno u otro tema. El nombre del pórtico viene del Cristo en Majestad o Maiestas Domini representado en el Juicio Final. Por ello, el conjunto también recibe los nombres de Pórtico del Juicio Final o Pórtico del Paraíso.

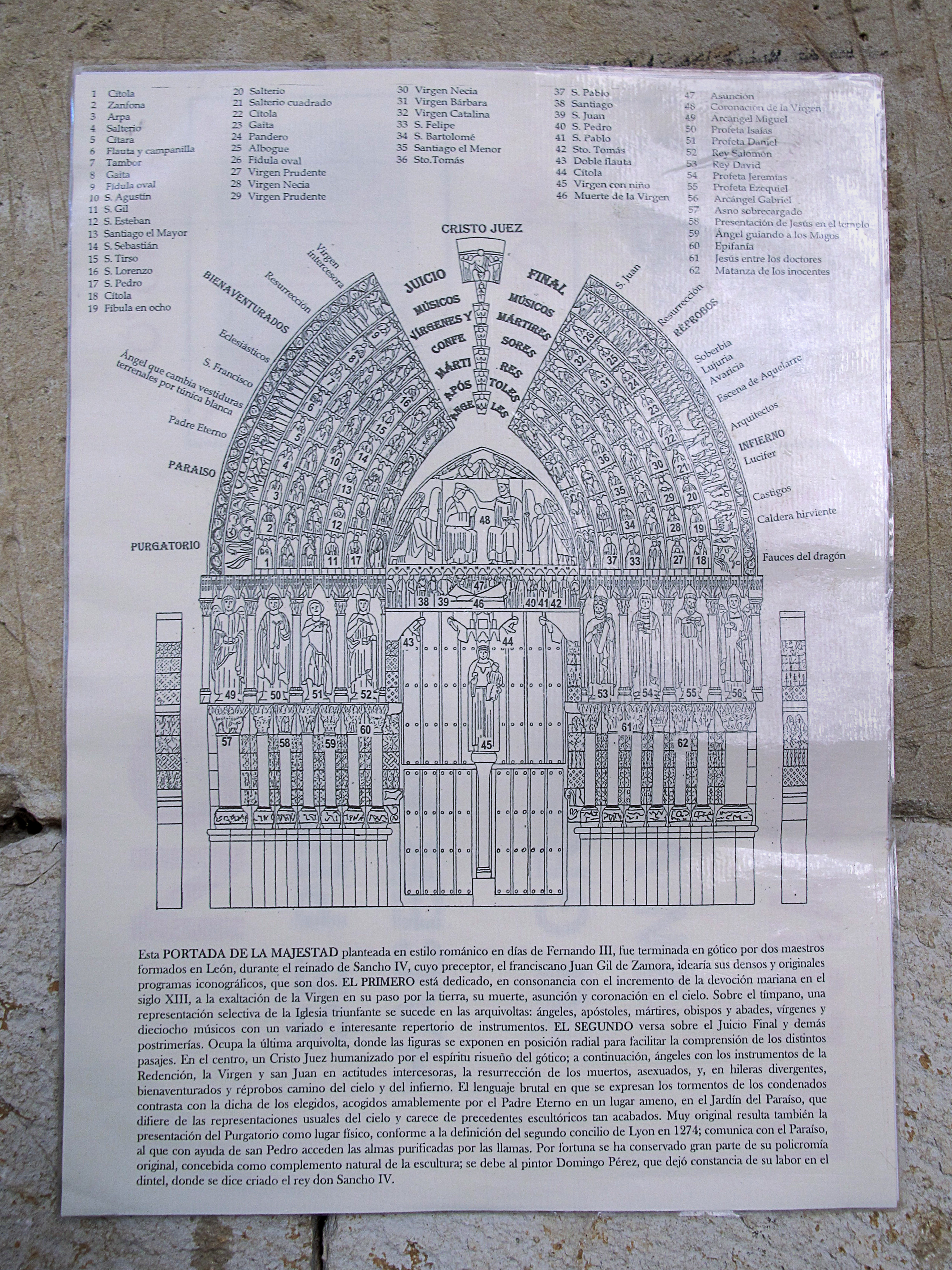

El pórtico data del siglo XIII, pero la fecha de construcción precisa es discutida por los historiadores: se han propuesto fechas que van desde 1240 hasta el final del reinado de Sancho IV de Castilla (r. 1284-1295).
La ejecución de la portada posee un amplio repertorio escultórico, labrado en piedra arenisca de Aldeanuela por dos maestros posiblemente del reino de León. Los huecos que aparecen en los capiteles de la segunda columnata y en torno al tímpano corresponden a huellas del mobiliario litúrgico que se adosó a la portada cuando se adaptó como retablo mayor de la parroquia de Santo Tomás Apóstol, acogida en la capilla de la Majestad a partir del año 1671.
Aparte de la belleza del pórtico, su mayor importancia y singularidad radica en que es uno de los pocos que conserva la policromía medieval original. Esta fue descubierta en los trabajos de restauración que se llevaron a cabo entre los años 1980 y 1990, y desde entonces ha sido musealizada y tratada para mejorar su conservación. Según han desvelado los estudios recientes, sobre la pintura original se sucedieron a lo largo de los siglos seis actuaciones, en torno a los años 1408, 1506, 1547, 1566, 1772 y, la última, en el siglo XIX. Las primeras restauraciones modernas se llevaron a cabo en 1987-1989 y 1995-1996. La idea original era limpiar la portada y darle un tratamiento que permitiera su conservación. Sin embargo, los trabajos permitieron observar que, bajo varias capas en mal estado, aún se encontraba, en las tres cuartas partes de la superficie, el color original. Se decidió entonces dejar a la vista la policromía original, junto a la actuación de 1408, que es lo que fundamentalmente puede observarse hoy.

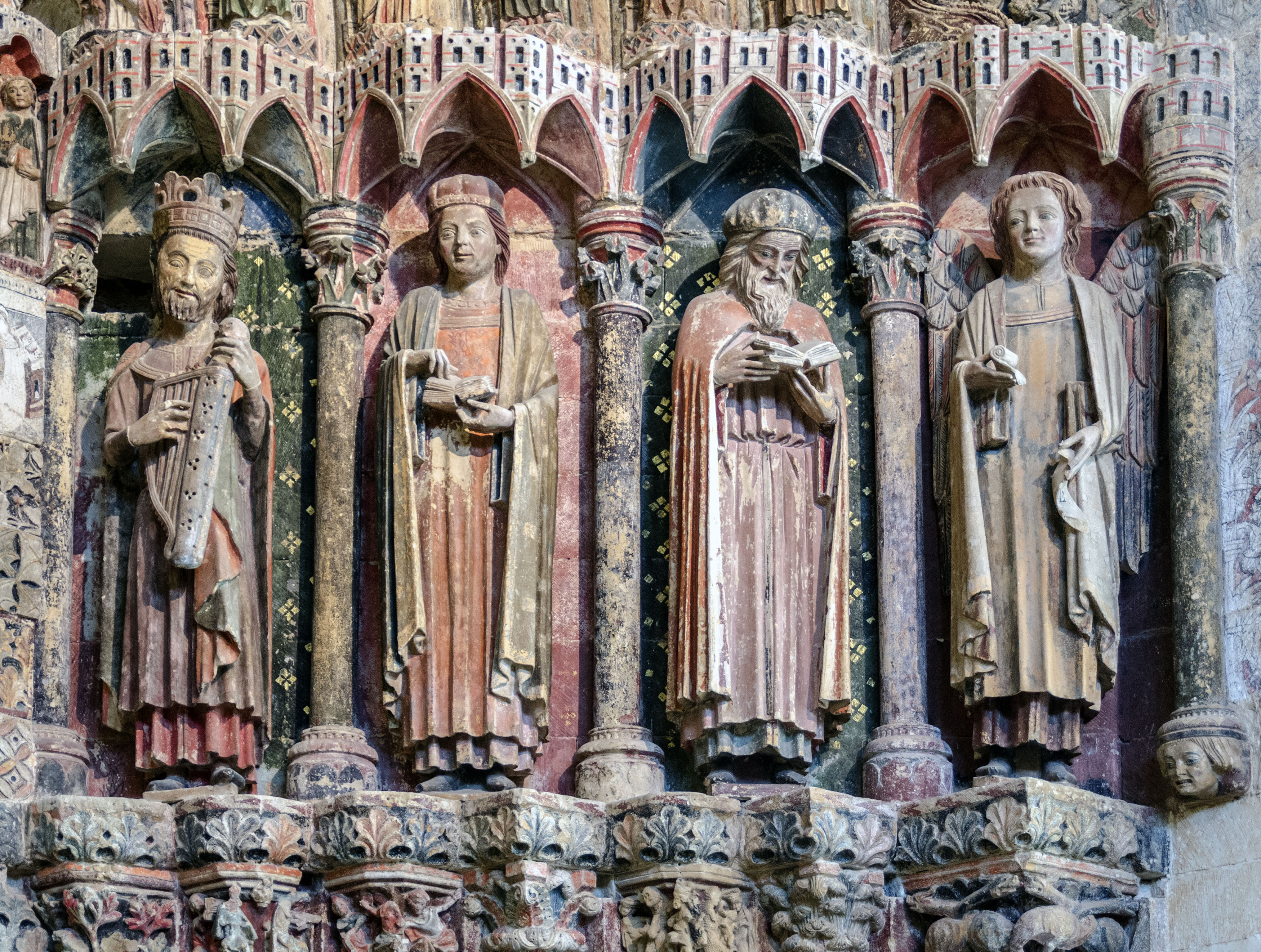

## Primer cuerpo

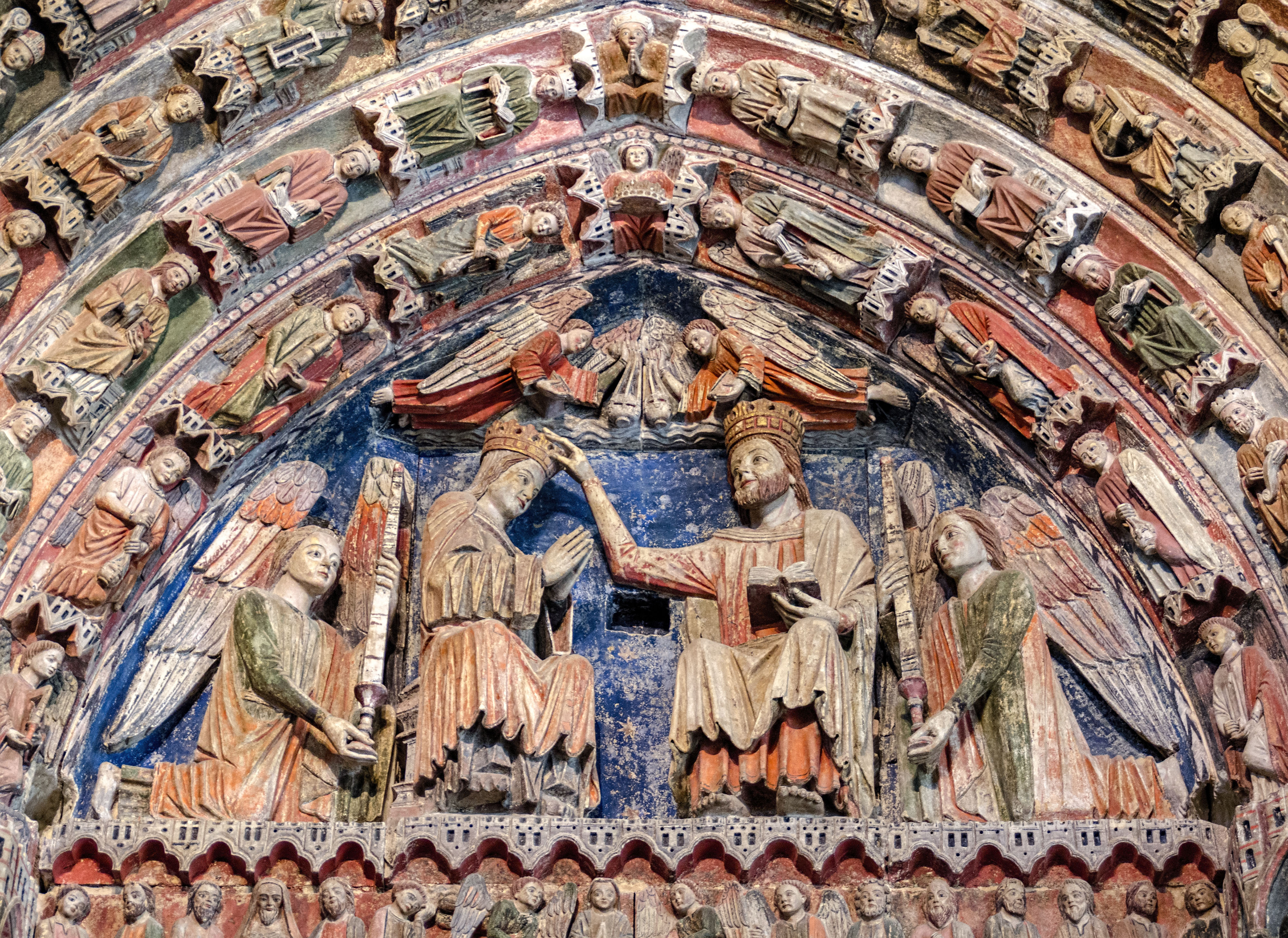
Tímpano.

El planteamiento inicial de la portada es aún románico, cuando ya se contaba con soluciones góticas importadas por maestros provenientes de Francia. La superposición de dos órdenes de  

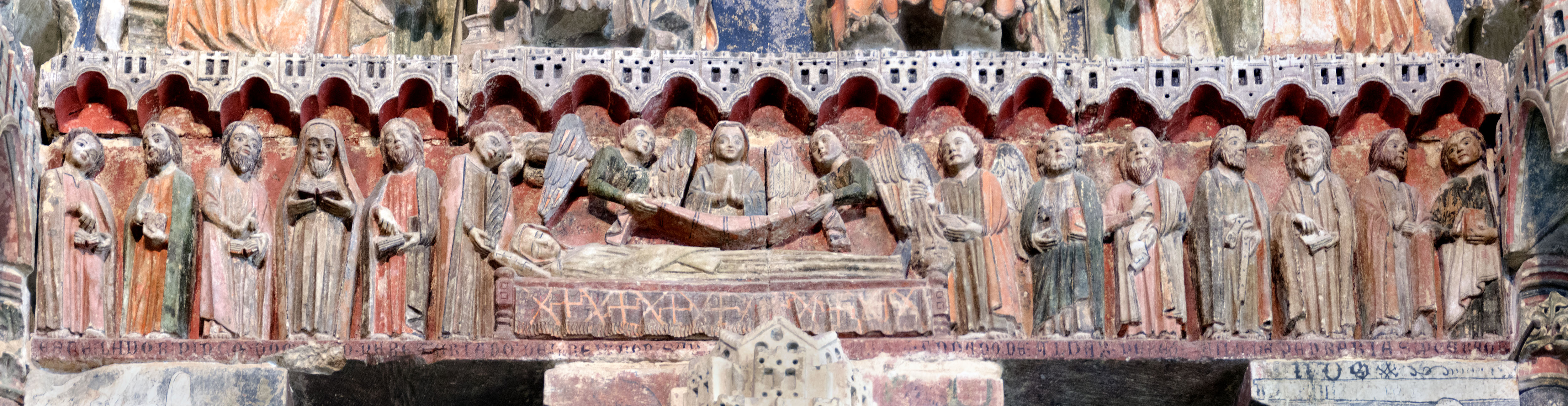
Dintel.

columnas en los flancos denotan que se concibió con pretensiones de magnificencia; se restó esbeltez a las columnatas reduciendo la altura de los fustes y se remataron en capiteles con  

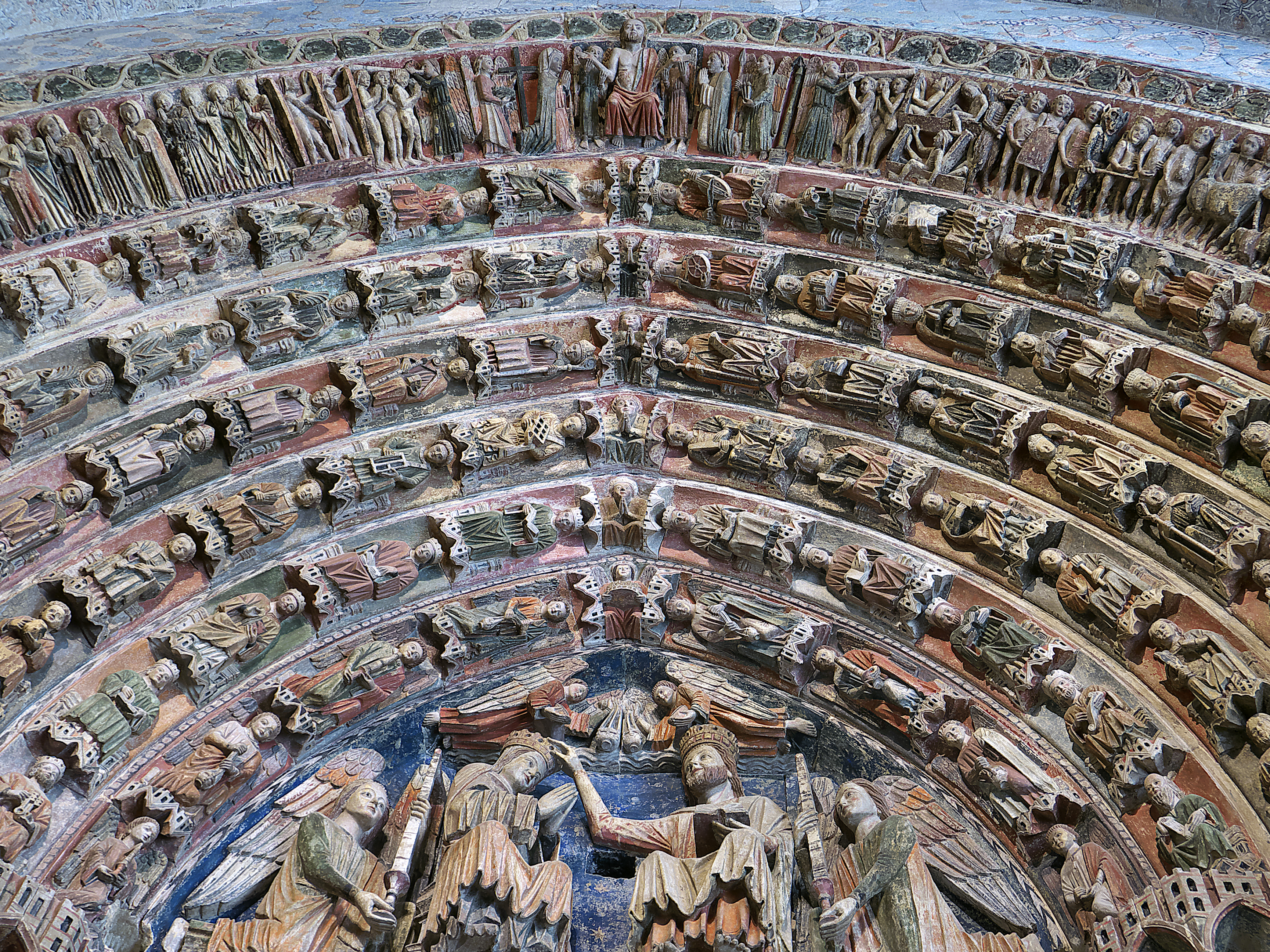
Arquivoltas.

motivos vegetales, mitológicos y con escenas de la infancia de Cristo. Los cimacios marcan una línea final de la primera fase del proceso en el que se labró la portada; el proyecto se suspendió y tuvieron que transcurrir varias décadas hasta la reanudación de los trabajos. 
El acoplamiento del nuevo proyecto de continuación y remate de la portada fue algo forzado, pero su resultado conjugó grandiosidad, belleza y diafanidad, cualidades importantes para exponer y transmitir en imágenes comprensibles un mensaje didáctico en dos programas iconográficos, cuyos motivos fueron inspirados por el franciscano Juan Gil de Zamora y policromados por el pintor Domingo Pérez. 

## Segundo cuerpo
Sobre los cimacios aparecen ocho esculturas de bulto redondo representando a los reyes David y Salomón, los profetas Daniel, Isaías, Jeremías y Ezequiel, y en los extremos se sitúan el arcángel Gabriel, el de la Anunciación, y otro ángel que podría ser el que anticipó a María la hora de su muerte. Se cubren de un remate acastillado que apenas sobrepasa la altura de los doseletes de las estatuas, dejando al tímpano enrasado en la línea de arranque del arquivoltio. 

## Parteluz
En el parteluz se sitúa la escultura de María con el niño Jesús en brazos, en consonancia con el incremento de la devoción mariana en el siglo XIII.  

## Tímpano
Sobre el parteluz está el dintel en el que se representa «La Muerte de María» con un ángel turiferario a los pies de la cama y los doce apóstoles simétricamente ordenados a ambos lados. 
En el tímpano se escenifica la Coronación de la Virgen, cuya composición es cerrada en torno a un eje central de simetría. La verticalidad de los candelabros con cirios portados por dos ángeles y las nubes de la región celeste extendidas por encima enmarcan a los grandes altorrelieves centrales, diferenciándolos de los personajes secundarios. 

## Arquivoltas
En cuanto a las arquivoltas, que atenúan su agudeza a medida que ascienden, aparecen representados: en la primera, ocho ángeles portando alternativamente candelabros e incensarios; se sitúan en la segunda Apóstoles y reyes luciendo sus atributos; los mártires están representados en la tercera arquivolta sosteniendo los elementos de su martirio; en la cuarta los Confesores, unos bendicen y otros portan filacteria o libro, todos ellos vistiendo indumentaria litúrgica. El espacio para las Santas y los mártires corresponde a la quinta arquivolta, y en la sexta aparecen dieciocho músicos.  
La última arquivolta, la séptima, cierra el conjunto, es más ancha y se reservó para exponer el segundo gran tema iconográfico, el Juicio Final. Su lectura comienza en el centro, encontrando a la derecha de Cristo a los elegidos, y a su izquierda a los condenados. En el centro aparece Cristo Juez flanqueado por dos ángeles; Cristo aparece sedente con expresión de sosiego y rasgos humanizados, ataviado con un manto que deja entrever la llaga de su costado y mostrando las otras dos dejadas por los clavos en sus manos. A ambos lados la Virgen María y San Juan en actitud intercesora, seguidos de ángeles con elementos de la Pasión. A partir de aquí el relato prosigue en dos hileras divergentes y sin continuidad iconográfica hasta el cielo y el infierno situado en los extremos. A la derecha de Cristo aparecen los bienaventurados integrados por eclesiásticos, obispos, frailes, y monjas; casi en el extremo se muestra a un ángel tocando el vestido terrenal de una doncella, simbolizando de este modo la sustitución del mismo por las túnicas blancas que detalla el Apocalipsis. A la izquierda de Cristo se escenifica, entre otras, a los condenados marchando en hilera hacia el infierno conducidos por dos diablos, una escena que remite a las prácticas de los aquelarres, y varias representaciones de pecadores sometidos a castigos horribles. 